# Yuliya Baraley
Iulia Baraleï – en ukrainien : Юлія Баралей, et en anglais : Yuliya Baraley, la forme la plus souvent utilisée – (née le 25 avril 1990) est une athlète ukrainienne spécialiste du 400 mètres.

## Palmarès

### Championnats d'Europe junior d'athlétisme
- Championnats d'Europe junior d'athlétisme 2009 à Novi Sad,  Serbie
  -  Médaille d'or sur 400 m
  -  Médaille d'or du relais 4 × 400 m

### Championnats du monde d'athlétisme jeunesse
- Championnats du monde d'athlétisme jeunesse 2007 à Ostrava,  République tchèque
  -  Médaille d'or sur 400 m